# Anthropologie linguistique
L'anthropologie linguistique est l'étude interdisciplinaire qui analyse l’influence de la langue sur la vie sociale. C'est une branche de l'anthropologie qui tire son origine de l'étude des langues en voie de disparition et qui s'est développée depuis un siècle pour englober presque tous les aspects de l'emploi et de la structure de la langue.
L'anthropologie linguistique examine la façon dont la langue façonne la communication, forme l'identité sociale et l'appartenance à un groupe, met en place des idéologies et croyances culturelles à grande échelle, et développe une représentation culturelle commune des mondes naturel et social.

## Histoire
Comme Alessandro Duranti (en) l'a fait remarquer, trois paradigmes ont émergé au cours de l'histoire de cette sous-discipline. Le premier, dorénavant connu sous le nom de « linguistique anthropologique » est axé sur la documentation des langues. Le second, connu sous le nom d'anthropologie linguistique, se consacre à l'étude théorique de l'utilisation de la langue. Un troisième paradigme, développé au cours des deux ou trois dernières décennies, étudie les questions liées aux autres sous-domaines de l'anthropologie en prenant pour méthode l'enquête linguistique. Bien qu'ils se soient développés les uns après les autres, les trois paradigmes sont encore pratiqués aujourd'hui.

### Linguistique anthropologique
Le premier paradigme était, à l'origine, perçu comme de la linguistique, mais ses domaines d'études évoluant, on a fini par l'appeler linguistique anthropologique. Ce domaine était consacré à divers thèmes propres à la sous-discipline, en particulier la documentation linguistique de langues qu'on pensait voir disparaître (les premiers membres de la sous-discipline se sont penchés sur les langues indiennes d'Amérique du Nord). Parmi ces thèmes on retrouvait :
- La description grammaticale,
- La classification typologique (voir typologie), et
- Le problème non résolu de l'hypothèse de Sapir-Whorf (associée à Edward Sapir et Benjamin Lee Whorf mais en réalité introduite aux États-Unis par Franz Boas, qui a travaillé dans un cadre théorique datant des penseurs européens, de Vico à Herder à Humboldt). Cette « hypothèse » porte peut-être mal son nom puisque l'approche scientifique adoptée par ces deux linguistes diffère du modèle scientifique positiviste basé sur la formulation d'hypothèses. Quoi qu'il en soit, c'est Harry Hoijer (en) (l'étudiant de Sapir) qui a utilisé le terme pour la première fois[4].

La philosophie de Humboldt tient une place importante dans les travaux récents produits en Allemagne, en France et ailleurs en Europe,.

### Anthropologie linguistique
Dell Hymes est en majeure partie responsable de l'apparition du second paradigme qui a pris le nom d'anthropologie linguistique dans les années 1960, bien qu'il soit aussi à l'origine du terme « ethnographie de la communication » pour décrire le contenu envisagé du domaine. Les développements technologiques récents étaient mis à contribution, en particulier les nouvelles formes d'enregistrement mécanique.
Hymes a introduit également une nouvelle unité d'analyse. Tandis que le premier paradigme était centré sur des « langues » en apparence différentes (les guillemets indiquent que les anthropolinguistes traitent le concept de langue comme une construction « idéale » couvrant des questions complexes à l'intérieur et au-delà des barrières linguistiques), l'unité d'analyse du second paradigme était nouvelle : l'événement langagier. (L'événement langagier ou speech event est un événement défini par le discours qui y est produit (par exemple une conférence) ; ainsi, un dîner n'est pas considéré comme un événement langagier mais comme une situation langagière, une situation au cours de laquelle du langage peut être produit ou non.) Les chercheurs se sont beaucoup penchés sur les événements langagiers au cours desquels les acteurs étaient tenus pour responsables de la forme de leur performance linguistique en tant que telle,.
Hymes est également à l'origine d'une approche anthropolinguistique de l'ethnopoétique.
Hymes espérait créer un lien plus étroit entre l'anthropologie linguistique et sa discipline mère. Son nom suggère que le domaine est principalement centré sur l'anthropologie, tandis que la linguistique anthropologique donne l'impression que ceux qui la pratiquent s'intéressent principalement à la linguistique, qui est une discipline académique à part entière dans la plupart des universités aujourd'hui (ce qui n'était pas le cas à l'époque de Boas et Sapir). Cependant, le souhait de Hymes ne s'est pas réalisé, bien au contraire, puisque le second paradigme a en fait éloigné la sous-discipline du reste de l'anthropologie.

### Questions anthropologiques traitées par le biais de méthodes et de données linguistiques
Dans le troisième paradigme, apparu à la fin des années 1980, au lieu de continuer la poursuite d'objectifs venant d'une discipline étrangère à l'anthropologie, les anthropolinguistes se sont penchés sur des questions liées à la discipline plus large de l'anthropologie, mais en utilisant des méthodes et des données linguistiques. Parmi les domaines d'étude de ce troisième paradigme, on retrouve des recherches concernant l'identité sociale, les idéologies partagées à grande échelle et la construction et production de récits au cours d'interactions entre individus et au sein de groupes.
Cette branche est à l'opposé, en quelque sorte, de la branche émergente en Anthropologie linguistique continentale. Au cours des dernières décennies, Jürgen Trabant (de) (2009) a permis de transformer la perception de l'anthropologie linguistique en Allemagne grâce à son interprétation novatrice de l'œuvre du philosophe et linguiste Wilhelm von Humboldt (1836/1999) qui a affirmé que le développement de l'esprit d'une communauté linguistique donnée était indissociable de la manière dont les humains contribuent au développement de leur système linguistique à travers leurs discours et leurs écrits. L'anthropologie linguistique française a été influencée par Trabant et Humboldt. En revanche dans les pays anglophones, sauf exceptions (voir Underhill 2009), Humboldt doit encore convaincre des lecteurs parmi les anthropolinguistes, même si beaucoup le citent comme source d'inspiration.

## Domaines d'étude
L'anthropologie linguistique contemporaine poursuit ses recherches suivant les trois paradigmes décrits ci-dessus. Plusieurs domaines liés au troisième paradigme, l'étude de questions anthropologiques, sont des domaines d'étude particulièrement riches pour les anthropolinguistes actuels.

### Identité
Une grande partie des études en anthropologie linguistique explore des questions d'identité socioculturelle avec une approche linguistique. C'est ce qu'a fait l'anthropolinguiste Don Kulick (en) concernant l'identité, par exemple, avec une série de paramètres, d'abord dans un village du nom de Gapun en Papouasie-Nouvelle-Guinée. Kulick s'est intéressé à la pratique de deux langues avec et autour des enfants de Gapun village : la langue traditionnelle, le taiap, parlée uniquement dans leur village et donc principalement « indexicale » de l'identité gapunaise, et le tok pisin, langue officielle et largement parlée de la Nouvelle-Guinée (les anthropolinguistes utilisent le mot « indexical(e) » pour signifier « indicatif », bien que certains signes indexicaux créent leurs significations indexicales « sur le tas » pour ainsi dire).
Parler le taiap est associé à une identité non seulement locale mais aussi « passée » et fondée sur le hed (autonomie personnelle)[réf. nécessaire]. Parler le tok pisin revient à afficher une identité chrétienne (catholique), fondée non pas sur hed mais sur save, c'est-à-dire une identité liée à la volonté et la capacité de coopérer[réf. nécessaire].
Dans ses travaux plus récents, Kulick a démontré que dans des discours appelés um escândalo, les travestis brésiliens pratiquant la prostitution se moquaient de leurs clients. C'est le moyen qu'a trouvé la communauté travestie, semblerait-il, pour tenter d'outrepasser les moqueries du grand public brésilien dont ils sont certainement les victimes (à travers, donc, des discours publics à haute voix et d'autres types de démonstrations.)

### Socialisation
Dans une série de travaux, les anthropolinguistes Elinor Ochs (en) et Bambi Schieffelin (en) se sont penchés sur un sujet anthropologique majeur : la socialisation, c'est-à-dire le processus par lequel les nourrissons, les enfants et les étrangers deviennent membres d'une communauté en apprenant à participer à sa culture, à l'aide de méthodes linguistiques et ethnographiques. Ils ont découvert que les processus d'enculturation et de socialisation ne se déroulaient pas séparément du processus d'acquisition du langage, mais que les enfants acquéraient la langue et la culture de manière conjointe au cours de ce que l'on pourrait appeler un processus intégré. Ochs et Schieffelin ont démontré que le « parlé bébé » n'était pas universel ; en effet la direction de l'adaptation (c'est-à-dire si l'enfant est invité ou non à s'adapter à la conversation ou au discours qui se tient autour de lui) était une variable en lien avec, par exemple, la direction vers laquelle il était tourné vis-à-vis du corps de sa mère ou son père. Dans de nombreuses sociétés, les parents tiennent leur bébé en les faisant regarder vers l'extérieur de façon à l'orienter vers un groupe de proches qu'il doit déjà apprendre à reconnaître.
Ochs and Schieffelin ont également démontré que les membres de toutes les sociétés socialisaient leurs enfants à la fois « à » l'utilisation de la langue et « grâce » à l'utilisation de la langue. Ochs and Taylor se sont aperçus qu'au cours d'histoires racontées spontanément au dîner dans des familles blanches de classe moyenne en Californie du Sud, les pères mais aussi les mères reproduisaient tous le schéma patriarcal (le syndrome du père qui a toujours raison) à travers la répartition des rôles des participants, comme celui de simple participant (souvent un enfant mais parfois la mère et presque jamais le père) et celui de « meneur de discussion » (souvent le père, qui posait des questions déstabilisantes ou mettait au défi les capacités du participant). Lorsque les mères intervenaient pour aider leurs enfants à raconter leur histoire, elles endossaient involontairement ce même rôle de simple participant.
Les recherches plus récentes de Schieffelin ont permis de découvrir le rôle socialisant des pasteurs et d'autres personnes converties relativement récemment au Bosavi, dans la communauté des Hautes-Terres méridionales en Papouasie-Nouvelle-Guinée qu'elle étudie,,,. Les pasteurs ont introduit de nouvelles façons de transmettre le savoir (de nouveaux marqueurs épistémiques) et de nouvelles façons de parler du temps. Ils ont également lutté et rejeté les passages de la Bible qui évoquent le fait d'être capable de connaître les états intérieurs de son prochain (comme l'Évangile selon Marc, chapitre 2, versets 6-8).

### Idéologies
Troisième exemple du paradigme actuel (le troisième): les idéologies. Dans ce contexte, il s'agit d' "idéologies linguistiques", un concept souvent défini comme « des ensembles de notions partagées à propos de la nature de la langue dans le monde. ». Silverstein a démontré que ces idéologies ne constituaient pas une fausse conscience (au sens marxiste du terme), mais qu'elles avaient une véritable influence sur l'évolution des structures linguistiques, comme l'abandon des vieux mots anglais thee et thou dans la langue anglaise de tous les jours. Woolard, dans son analyse globale de l'alternance de code linguistique, c'est-à-dire le fait d'alterner différents codes linguistiques dans une conversation ou même dans une seule phrase, affirme que la question sous-jacente des anthropolinguistes à ce sujet (pourquoi font-ils cela ?) reflète une idéologie linguistique dominante. Il s'agit de l'idée que ces gens « devraient » être monoglotes et viser uniquement la clarté du propos plutôt que de s'amuser avec l'incroyable diversité des variétés linguistiques en jeu dans une seule et même situation d'énonciation.
Un grand nombre de recherches sur les idéologies linguistiques s'intéressent aux influences plus subtiles sur la langue, comme l'influence exercée sur le Tewa (une langue kiowa-tanoane parlée dans certains pueblos du Nouveau-Mexique et dans la réserve Hopi en Arizona) par « le discours kiva », dont il est question dans le paragraphe suivant.

### Environnement social
Pour terminer sur un exemple de ce troisième paradigme, un groupe d'anthropolinguistes a travaillé de manière assez créative sur le thème de l'environnement social. Duranti a publié un article innovant sur les façons de se saluer en Samoan et leur utilisation et transformation de l'environnement social. Avant cela, Joseph Errington, qui a beaucoup travaillé sur les langues indonésiennes et s'est inspiré de travaux plus anciens à ce sujet ne traitant pas nécessairement de questions purement linguistiques, a fait reposer les méthodes d'anthropologie linguistique (et de théorie sémiotique) sur la notion de "centre modèle", c'est-à-dire le centre du pouvoir politique ou rituel duquel émanait le comportement modèle. Errington a montré la façon dont les Priyayi javanais, dont les ancêtres faisaient le service dans les cours royales javanaises, sont devenus en quelque sorte des émissaires longtemps après la dissolution de ces cours et représentaient le meilleur exemple de "discours raffiné" à travers Java. Les travaux de Joel Kuipers explorent ce thème plus en détail à propos de l'île de Sumba en Indonésie. Et même si le Tewa est parlé par les Indiens Tewa en Arizona et non par les Indonésiens, la théorie de Paul Kroskrity selon laquelle les formes de discours provenant du kiva (un lieu dans lequel se déroulent des rituels religieux) exercent une influence majeure sur la langue Tewa en général, peut être clairement mise en parallèle avec les travaux d'Errington.
Silverstein tente de trouver le plus grand nombre possible de significations théoriques et d'applicabilité de cette notion de centre modèle. Il pense, en effet, que la notion de centre modèle est l'une des trois plus importantes trouvailles de l'anthropologie linguistique. Il généralise la notion de la façon suivante: selon lui « il existe des "ordres d'interactionalité" institutionnels et à grande échelle, historiquement contingents et cependant structurés. À l'intérieur de ces ordres d'une telle envergure, que l'on pourrait qualifier de macrosociaux, les centres rituels de sémiose finissent par exercer une influence structurante et qui confère une certaine valeur pour n'importe quelle situation donnée d'interaction discursive en ce qui concerne les significations et les sens des formes verbales et sémiotiques utilisées dans celle-ci ». Les approches actuelles de sujets anthropologiques typiques comme les rituels par les anthropolinguistes confirment l'existence de structures linguistiques non pas statiques, mais plutôt le développement en temps réel d'un « ensemble hypertrophique » d'ordres modèles et d'indexicalité parallèles qui semblent provoquer la création par le rituel de son propre espace sacré à travers ce qui apparaît souvent comme la magie de la versification textuelle et non textuelle synchronisées,.